# Wolfgang Reitherman
Wolfgang Reitherman (26 iunie 1909 – 22 mai 1985),  uneori cunoscut și menționat ca Woolie Reitherman, a fost un cunoscut animator  Disney și unul dintre Disney's Nine Old Men.